# Brachyta balcanica
Brachyta balcanica — вид жесткокрылых из семейства усачей.

## Распространение
Распространён на Балканах и в Турции.

## Описание
Жук длиной от 14 до 20 мм. Время лёта с апреля по июнь.

## Развитие
Жизненный цикл вида длится два-три года. Кормовым растением является Paeonia peregrina.